# ماريا بوخالتي
ماريا بوخالتي فيدال (بالإسبانية: María Pujalte) هي ممثلة إسبانية، ولدت في 22 ديسمبر 1966 في قرجيطة في إسبانيا.

## روابط خارجية
- María Pujalte على موقع IMDb (الإنجليزية)
- María Pujalte على موقع أول موفي (الإنجليزية)
- María Pujalte على موقع قاعدة بيانات الفيلم (الإنجليزية)